# 1859
| 1859                                  |
| ------------------------------------- |
| Dødsfald - Fødsler                    |
| • Begivenheder • Litteratur • Politik |

| Gregoriansk kalender | 1859 MDCCCLIX           |
| Ab urbe condita      | 2612                    |
| Armensk kalender     | 1308 ԹՎ ՌՅԸ             |
| Kinesiske kalender   | 4555 – 4556 戊午 – 己未 |
| Etiopisk kalender    | 1851 – 1852             |
| Jødisk kalender      | 5619 – 5620             |
| Hindukalendere       |                         |
| - Vikram Samvat      | 1914 – 1915             |
| - Shaka Samvat       | 1781 – 1782             |
| - Kali Yuga          | 4960 – 4961             |
| Iransk kalender      | 1237 – 1238             |
| Islamisk kalender    | 1276 – 1277             |

Konge i Danmark: Frederik 7. 1848-1863
Se også 1859 (tal)

## Begivenheder

### Februar
- 14. februar – Oregon bliver optaget som USA's 33. stat

### April
- 25. april – Arbejdet med at grave Suez-kanalen begynder. Kanalen var færdig ti år senere.
- 26. april – Den fransk-østrigske krig bryder ud

### Juni
- 4. juni – Fransk sejr over Østrig ved Magenta.
- 24. juni – Franskmændene besejrer østrigerne i slaget ved Solferino

### Juli
- 12. juli – Foreløbig fransk-østrigsk fred i Villafranca

### August
- 28. august - 2. september - den geomagnetiske solstorm

### September
- 20. september - Zoo i København åbner

### Oktober
- 2. oktober -  Illustreret Tidende, som er Danmarks første "billedblad", begynder at udkomme

### November
- 9. november – Den engelske flåde afskaffer piskning som straf
- 12. november - i Cirque Napoléon i Paris udfører Jules Leotard det første flyvende trapeznummer uden sikkerhedsnet
- 12. november - Charles Darwin får udgivet Arternes Oprindelse
- 19. november-20. november – Freden i Zürich afslutter fransk-østrigske krig.
- 24. november – Charles Darwin udsender Arternes Oprindelse

### December
- 2. december - den amerikanske slavemodstander John Brown henrettes - han huskes blandt andet for sangen John Brown's body
- 17. december – Frederiksborg Slot brænder. Heldigvis bliver slotskirken skånet, derfor står kirken i dag med flot udskårne trælofter fra Christian 4.s tid. Slottet blev genopbygget af brygger J.C. Jacobsen.

### Udateret
- Tennis – i den moderne form blev udviklet i 1859 på en tennisbane i Edgbaston ved universitetet i Birmingham. Se også: Tennis history[1]

## Født
- 27. januar – Wilhelm II, Tysklands sidste kejser. (død 1941).
- 10. februar – Lorry Feilberg, dansk restauratør. (død 1917).
- 8. maj – J.L.W.V. Jensen, dansk matematiker (død 1925).
- 22. maj – Arthur Conan Doyle – engelsk kriminalforfatter (Sherlock Holmes).
- 28. maj – Hanna Adler – dansk rektor. (død 1947).
- 8. april - Edmund Husserl - tysk filosof, grundlægger af fænomenologien.
- 4. august – Knut Hamsun, norsk forfatter.
- 13. september – Anton Rosen, dansk arkitekt (død 1928)
- 20. oktober – John Dewey, erfaringspædagogikkens vigtigste teoretiker
- 29. november - William Henry McCarty aka Billy the Kid (død 1881)
- 15. december – L.L. Zamenhof, skaber af esperanto (død 1917)

## Dødsfald
- 16. april – Alexis de Tocqueville, fransk forfatter og politiker.
- 11. juni – Fyrst Metternich, østrigsk statsmand.
- 23. juni – Isidoro Panduro, Spansk dragon som endte i Danmark under napoleonskrigene.
- 20. juli – Hans Egede Schack, dansk embedsmand og forfatter.
- 12. oktober – Robert Stephenson, britisk ingeniør (født 1803).
- 8. december – Thomas de Quincey, engelsk forfatter (født 1785).

## Kultur
- 24. november udsender Charles Darwin sin banebrydende bog Arternes Oprindelse, hvis førsteoplag på 1250 eksemplarer bliver udsolgt første dag i handelen.
- Ved juletid udgiver Niels W. Gade en samling melodier med blandt andet Barn Jesus i en krybbe lå.
- H.C. Andersen skriver teksten til Jylland mellem tvende have under en rejse fra Randers til Hjermind.[2]